# Alexander Schlicke

Alexander Schlicke

Alexander Schlicke (* 26. März 1863 in Berlin; † 2. Februar 1940 in Stuttgart) war ein deutscher Politiker (SPD).

## Leben und Beruf
Nach Besuch des Köllnischen Gymnasiums in Berlin, das er mit der Obersekundareife verließ, absolvierte Schlicke von 1881 bis 1884 eine Lehre zum Feinmechaniker. Bis 1891 arbeitete er auch in diesem Beruf, um dann als Arbeitersekretär in die Dienste des Deutschen Metallarbeiter-Verbandes einzutreten. Von 1895 bis 1919 war er dessen Vorsitzender und stärkte die Position der Gewerkschaft erfolgreich. Auf dem Verbandskongress 1917 in Köln wurde er wegen der Burgfriedenspolitik der Gewerkschaftsführung scharf angegriffen und wurde – trotz der Fürsprache Carl Legiens – nur knapp mit 64 zu 53 Stimmen als Vorsitzender wiedergewählt. 1917/18 war er zudem im Kriegsamt in Berlin als Sachverständiger der Gewerkschaften tätig.

## Abgeordneter
Schlicke hatte bereits 1912 versucht, für die SPD in den Reichstag gewählt zu werden. Er verlor jedoch bereits bei der parteiinternen Kandidatenaufstellung im badischen Wahlkreis 9 gegen den örtlichen Kandidaten Oskar Trinks mit 21 gegen 77 Stimmen. Schließlich gehörte er 1919/20 der Weimarer Nationalversammlung und anschließend bis 1930 dem Reichstag an.

## Öffentliche Ämter
In der Weimarer Republik war er 1919 zunächst kurze Zeit württembergischer Arbeitsminister und vom 20. Juni 1919 bis zum 8. Juni 1920 Reichsarbeitsminister, nachdem er sich in einer fraktionsinternen Abstimmung mit 69 zu 35 Stimmen gegen Hugo Sinzheimer durchgesetzt hatte. Seine Hauptaufgabe war in dieser Zeit die Wiedereingliederung der Kriegsbeteiligten in das wirtschaftliche Arbeitsleben. Besondere Errungenschaften sind die Verabschiedung des Betriebsrätegesetzes im Januar 1920, die Schaffung eines Reichsamt für Arbeitsvermittlung und die Verpflichtung zur Bevorzugung Schwergeschädigter. Auch auf Schlicke zurückzuführen ist eine 278 Paragraphen starke Schlichtungsverordnung, die die Arbeitgeber gegen die Gewerkschaften und Streiks stärkte. Nach seiner Amtszeit wechselte er zur Internationalen Arbeitsorganisation in Genf.